# 日光猿軍團
日光猿軍團，位於日本櫪木縣日光市的猴戲表演團體。成立於1991年，由間中敏雄創辦。在福島核災造成觀光客人數減少後，於2013年12月31日停止營運。

## 歷史
創始者間中敏雄，曾任職於日光江戸村。1984年，受周防猴戲會的表演啟發，開始自學猴戲，訓練兩隻日本獼猴。
1990年，訓練13隻猴子，成為日光猿軍團的開始。1991年開始第一次公演。